# 오노레 뒤르페
샤토뇌프 백작·발로메 후작·비리외르그랑 영주 오노레 뒤르페(Honoré d'Urfé, comte de Châteauneuf, marquis du Valromey, seigneur de Virieu-le-Grand)는 1567년 2월 마르세유에서 태어나 1625년 6월 1일 빌프랑슈쉬르메르에서 사망한 프랑스와 사부아의 작가로, 프랑스 문학의 첫 대하소설, <아스트라이아L'Astrée>를 저술하였다.

## 작품

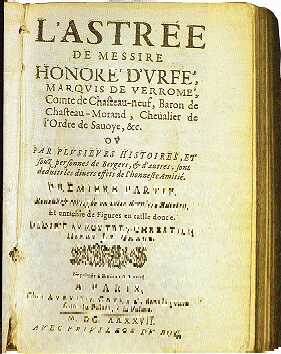
17세기 <아스트라이아> 판본 겉장

- La Triomphante Entrée de Magdeleine de La Rochefoucaud à Tournon, 1583 온라인
- Épîtres morales, 1603 온라인
- La Sireine, 1604 온라인
- L'Astrée, 1607 온라인: 1부 - 3부
- La Savoysiade, 1609
- Paraphrases sur les cantiques de Salomon, 1618
- La Sylvanire ou la Morte-vive, 1625 온라인: pdf mode texte